# Ernst Schroeder (Politiker)
Ernst Adolf Louis Schroeder (* 8. September 1889 in Bartenstein; † 14. Oktober 1971 in Darmstadt) war ein deutscher Kommunalpolitiker (FDP) und Bürgermeister in Darmstadt. Im Zweiten Weltkrieg war er Oberbürgermeister im annektierten Königshütte.

## Leben
Ernst Schroeder studierte Jura und Staatswissenschaften an der Albertus-Universität Königsberg und an der Albert-Ludwigs-Universität Freiburg. Schroeder nahm als freiwilliger am Ersten Weltkrieg teil. Während des Krieges erreichte er den Rang eines Vizefeldwebels. In den Jahren 1911 bis 1920 arbeitete Schroeder an den Amtsgerichten in Zinten und Königsberg. Von 1922 bis 1923 arbeitete er als Landesrat im Landesdirektorium des Memelgebiets und als Stadtrat in Memel. Im Jahre 1923 wurde Schroeder von den Litauern aus Memel ausgewiesen. Von 1924 bis 1930 arbeitete er in der Stadtverwaltung von Königsberg. Im Jahre 1930 wurde Schroeder zum Oberbürgermeister von Schneidemühl gewählt. Nach der Machtübernahme der Nationalsozialisten musste er das Amt aufgeben. In den Jahren 1934 bis 1940 arbeitete er als Stadtkämmerer von Breslau. Von 1940 bis 1945 war er Oberbürgermeister von Königshütte.
Nach der Flucht aus Westpreußen wurde Schroeder in der amerikanischen Besatzungszone interniert. Im Jahre 1948 kam er nach Darmstadt. Am 2. Dezember 1948 wurde er zum Bürgermeister von Darmstadt gewählt. Am 24. Juni 1954 erfolgte seine Wiederwahl als Bürgermeister. Am 1. April 1961 gab Schroeder – auf eigenen Antrag – das Amt des Bürgermeisters auf. Er war zu diesem Zeitpunkt 71 Jahre alt. In Darmstadt war Schroeder als Vertreter des Oberbürgermeisters und für die Kultur- und Liegenschaftsverwaltung tätig. Am 14. Oktober 1971 verstarb er in Darmstadt.

## Auszeichnungen und Ehrungen (Auswahl)
- Bundesverdienstkreuz 1. Klasse (1959)
- Silberne Verdienstplakette der Stadt Darmstadt (1959)